# Molophilus (Molophilus) subannulipes
Molophilus (Molophilus) subannulipes is een tweevleugelige uit de familie steltmuggen (Limoniidae). De soort komt voor in het Australaziatisch gebied.